# Municipio de Sheshequin
El municipio de Sheshequin (en inglés: Sheshequin Township) es un municipio ubicado en el condado de Bradford en el estado estadounidense de Pensilvania. En el año 2000 tenía una población de 1.289 habitantes y una densidad poblacional de 14.1 personas por km².

## Geografía
El municipio de Sheshequin se encuentra ubicado en las coordenadas 41°38′00″N 76°24′59″O / 41.63333, -76.41639.

## Demografía
Según la Oficina del Censo en 2000 los ingresos medios por hogar en la localidad eran de $37,222 y los ingresos medios por familia eran $42,500. Los hombres tenían unos ingresos medios de $31,667 frente a los $22,065 para las mujeres. La renta per cápita para la localidad era de $16,017. Alrededor del 11,6% de la población estaban por debajo del umbral de pobreza.